# Roupa Nova em Londres
Roupa Nova em Londres es un álbum de estudio de la banda de pop brasileña Roupa Nova, lanzado en 2009.
Fue íntegramente grabado en el estudio londrino Abbey Road, célebre por álbumes del grupo The Beatles.
El álbum contiene siete canciones inéditas: «Do Outro Lado da Calçada» , «Reacender»  (Shine), «Todas Elas» , «Alguém no Teu Lugar» , «Mais Feliz», «A Cor do Dinheiro»  y «Coração da Terra»; además presenta tres canciones versionadas de viejos éxitos de la banda: «Sonho», «Muito Mais» y «Lembranças».
La versión en DVD contiene una interpretación a cappella de la canción «She's Leaving Home», escrita por
John Lennon y Paul McCartney. Para la grabación de esta canción la banda utilizó un estudio instalado dentro de una catedral en Londres, y las voces fueron acompañadas solo por un octeto de cuerdas. Además, el DVD trae material extra como las escenas de las grabaciones en Abbey Road y la relectura de la canción «Lumiar», composición de Beto Guedes, exmiembro del Clube da Esquina.
El resto del repertorio («Toma Conta de Mim», «Cantar Faz Feliz o Coração», «Chamado de Amor» y «Quero Você») es formado por canciones del EP 4U, lanzado en 2008.
El álbum fue ganador del Grammy Latino de Mejor Álbum Pop Contemporáneo Brasileño de 2009.

## Lista de canciones
| N.º | Título                                  | Escritor(es)                                         | Vocalista principal      | Duración |  |
| 1.  | «Do Outro Lado da Calçada»              | Rodrigo Saldanha, Claudio Rabello                    | Serginho                 | 4:04     |  |
| 2.  | «Reacender (Shine)» (con Ben's Brother) | Jamie Hartman, Kiris Houstos, Ricardo Feghali, Nando | Paulinho y Jamie Hartman | 3:27     |  |
| 3.  | «Todas Elas»                            | Nando                                                | Nando                    | 3:35     |  |
| 4.  | «Cantar Faz Feliz o Coração»            | Nando, Feghali                                       | Feghali                  | 3:41     |  |
| 5.  | «Sonho»                                 | Serginho, Nando                                      | Serginho                 | 4:16     |  |
| 6.  | «Alguém no teu Lugar»                   | Kiko, Nando, Feghali                                 | Paulinho                 | 2:56     |  |
| 7.  | «Muito Mais»                            | Cleberson Horsth, Feghali                            | Serginho                 | 4:19     |  |
| 8.  | «Chamado de Amor»                       | Nando, Cleberson Horsth                              | Paulinho                 | 3:33     |  |
| 9.  | «Lembranças»                            | Nando, Feghali                                       | Nando                    | 4:59     |  |
| 10. | «Mais Feliz»                            | Serginho, Feghali                                    | Serginho                 | 3:57     |  |
| 11. | «Quero Você»                            | Kiko, Feghali                                        | Paulinho                 | 3:41     |  |
| 12. | «She's Leaving Home»                    | John Lennon, Paul McCartney                          | Paulinho                 | 3:22     |  |
| 13. | «A Cor do Dinheiro»                     | Nando, Kiko                                          | Paulinho                 | 3:05     |  |
| 14. | «Toma Conta de Mim»                     | Feghali, Nando                                       | Serginho                 | 3:48     |  |
| 15. | «Coração da Terra»                      | Nando, Feghali                                       | Serginho                 | 3:42     |  |

- Pista adicional DVD

| Bonus track DVD |          |                     |          |  |
| N.º             | Título   | Vocalista principal | Duración |  |
| 16.             | «Lumiar» | Serginho            | 1:57     |  |